# Kontinental Hockey League 2011-2012
La stagione 2011-2012 è stata la 4ª edizione della Kontinental Hockey League. La stagione regolare avrebbe dovuto prendere il via il 7 settembre 2011 con la Opening Cup, tuttavia a causa dell'incidente aereo nel quale perse la vita l'intera formazione della Lokomotiv Jaroslavl', l'inizio delle partite fu posticipato al 12 settembre. La tragedia costrinse la formazione a rinunciare alla partecipazione alla KHL per la stagione 2011-12, riducendo il numero delle partecipanti a 23; la Lokomotiv conservò comunque il diritto di prendere parte alla stagione 2012-13. La Dinamo Riga ospitò il KHL All-Star Game presso l'Arena Riga il 21 gennaio 2012. La stagione regolare finì il 26 febbraio 2012, mentre i playoff si conclusero il 25 aprile.. A conquistare il titolo fu l'OHK Dinamo, la quale sotto 3-1 nella serie finale riuscì a ribaltare il risultato trionfando in Gara 7 contro l'Avangard Omsk; per la prima volta si impose una squadra proveniente dalla Western Conference.

## Squadre partecipanti
- Ak Bars Kazan’
- Amur Chabarovsk
- Atlant Mytišči
- Avangard Omsk
- Avtomobilist
- Barys Astana
- CSKA Mosca
- Dinamo Minsk
- Dinamo Mosca
- Dinamo Riga
- Jugra C.-M.
- Lev Poprad

- Lok. Jaroslavl’ (ritirata)
- Magnitogorsk
- Metallurg Novok.
- Neftechimik
- Salavat Julaev
- Severstal’
- Sibir’ Novosibirsk
- SKA Pietroburgo
- Spartak Mosca
- Torpedo N. Novg.
- Traktor Čeljabinsk
- Vitjaz' Čechov

## Pre-season

### Espansione
Con l'ammissione dell'HC Lev Poprad, squadra slovacca proveniente dalla città di Poprad, la lega per la prima volta si aprì al di fuori delle frontiere dell'ex-Unione Sovietica. Il numero delle formazioni al via passò a 24, tuttavia dopo la tragedia che coinvolse la Lokomotiv Jaroslavl' il numero scese di nuovo a 23 squadre, così come nella stagione precedente. Prima dell'inizio del campionato, posticipato di alcuni giorni, fu riformulato il calendario della stagione regolare, riducendo il numero di partite per ciascuna squadra a 54.

### Junior Draft
Il KHL Junior Draft 2011 fu il terzo draft organizzato dalla Kontinental Hockey League, e si tenne il 28 maggio 2011 presso l'Arena Mytišči di Mytišči. Furono selezionato in totale 135 giocatori, e la prima scelta fu l'attaccante russo Anton Slepyšev, selezionato dal Metallurg Novokuzneck.

## Stagione regolare

### Il disastro aereo della Lokomotiv Jaroslavl'
La giornata d'inizio della stagione regolare fu segnata da un tragico incidente aereo che colpì la Lokomotiv Jaroslavl'. Alle 16:05 locali del 7 settembre 2011, l'aereo con a bordo la squadra e lo staff tecnico della Lokomotiv, in partenza per la Bielorussia per la prima di campionato contro la Dinamo Minsk, si schiantò poco dopo il decollo dall'aeroporto di Jaroslavl', uccidendo 43 delle 45 persone a bordo. Gli unici sopravvissuti, inizialmente, furono l'ingegnere di volo Aleksandr Sizov e l'ala della Lokomotiv Aleksandr Galimov, in condizioni disperate. Galimov morì pochi giorni dopo, il 12 settembre, per le gravissime ustioni che lo ricoprivano per il 90% del corpo; di fatto, l'intera squadra della Lokomotiv, più quattro giocatori della formazione giovanile, rimasero uccisi nel disastro.
Immediatamente dopo la sciagura, la KHL propose un "disaster draft", un draft speciale in cui la Lokomotiv avrebbe potuto selezionare giocatori dalle altre squadre per riformare un nuovo team e poter riprendere a giocare. Tuttavia la società rifiutò l'offerta, annunciando di non voler competere per la stagione attuale e preferendo trascorrere un anno nella Vysšaja Hokkejnaja Liga, la seconda lega professionistica russa. Di fatto, la Lokomotiv, seppure inattiva, rimase iscritta alla KHL per la stagione 2011-2012.

### Kubok Lokomotiva
La Opening Cup, nota in russo come Kubok Otkrytija, dopo l'incidente della Lokomotiv Jaroslavl' cambiò il proprio nome in Kubok Lokomotiva, a ricordo delle vittime del disastro aereo. I campioni in carica del Salavat Julaev Ufa sconfissero i finalisti dell'Atlant Mytišči per 5-3, conquistando il secondo successo nella competizione.
| Ufa 12 settembre 2011, ore 19:00 UTC+6 | Salavat Julaev | 5 – 3 (0-3; 2-3) referto | Atlant Mytišči | Ufa Arena (7.950 spett.) |

### Classifiche
= Qualificata per i playoff,       = Vincitore della Conference,       = Vincitore della Kubok Kontinenta, ( ) = Posizione nella Conference

#### Western Conference
Divizion Bobrova
|    |                     | PG | V  | VOT | SOT | S  | GF  | GS  | PT  |
| -- | ------------------- | -- | -- | --- | --- | -- | --- | --- | --- |
| 1. | SKA Pietroburgo (1) | 54 | 32 | 6   | 5   | 11 | 205 | 130 | 113 |
| 2. | Dinamo Mosca (3)    | 54 | 31 | 4   | 4   | 15 | 144 | 116 | 105 |
| 3. | Dinamo Riga (7)     | 54 | 20 | 6   | 7   | 21 | 129 | 136 | 79  |
| 4. | CSKA Mosca (8)      | 54 | 19 | 3   | 7   | 25 | 119 | 129 | 70  |
| 5. | Spartak Mosca (9)   | 54 | 15 | 7   | 5   | 27 | 124 | 163 | 64  |
| 6. | Lev Poprad (10)     | 54 | 13 | 3   | 9   | 29 | 125 | 162 | 54  |

Divizion Tarasova
|    |                      | PG       | V        | VOT      | SOT      | S        | GF       | GS       | PT       |
| -- | -------------------- | -------- | -------- | -------- | -------- | -------- | -------- | -------- | -------- |
| 1. | Torpedo N. Novg. (2) | 54       | 24       | 6        | 7        | 17       | 157      | 132      | 91       |
| 2. | Atlant Mytišči (4)   | 54       | 20       | 11       | 4        | 19       | 130      | 134      | 84       |
| 3. | Severstal’ (5)       | 54       | 23       | 5        | 6        | 20       | 142      | 133      | 85       |
| 4. | Dinamo Minsk (6)     | 54       | 21       | 7        | 6        | 20       | 158      | 148      | 83       |
| 5. | Vitjaz' Čechov (11)  | 54       | 10       | 6        | 2        | 36       | 108      | 193      | 44       |
| 6. | Lok. Jaroslavl’      | Ritirata | Ritirata | Ritirata | Ritirata | Ritirata | Ritirata | Ritirata | Ritirata |

#### Eastern Conference
Divizion Charlamova
|    |                        | PG | V  | VOT | SOT | S  | GF  | GS  | PT  |
| -- | ---------------------- | -- | -- | --- | --- | -- | --- | --- | --- |
| 1. | Traktor Čeljabinsk (1) | 54 | 32 | 7   | 4   | 11 | 163 | 116 | 114 |
| 2. | Magnitogorsk (3)       | 54 | 29 | 2   | 3   | 20 | 150 | 137 | 94  |
| 3. | Ak Bars Kazan’ (4)     | 54 | 27 | 3   | 5   | 19 | 167 | 136 | 92  |
| 4. | Jugra C.-M. (8)        | 54 | 19 | 10  | 6   | 19 | 139 | 134 | 83  |
| 5. | Neftechimik (10)       | 54 | 20 | 5   | 4   | 25 | 142 | 165 | 74  |
| 6. | Avtomobilist (12)      | 54 | 9  | 7   | 8   | 30 | 105 | 165 | 49  |

Divizion Černyšëva
|    |                         | PG | V  | VOT | SOT | S  | GF  | GS  | PT |
| -- | ----------------------- | -- | -- | --- | --- | -- | --- | --- | -- |
| 1. | Avangard Omsk (2)       | 54 | 26 | 5   | 5   | 18 | 133 | 115 | 93 |
| 2. | Salavat Julaev (5)      | 54 | 23 | 7   | 6   | 18 | 173 | 152 | 89 |
| 3. | Barys Astana (6)        | 54 | 25 | 3   | 4   | 22 | 160 | 160 | 85 |
| 4. | Amur Chabarovsk (7)     | 54 | 23 | 5   | 5   | 21 | 166 | 139 | 84 |
| 5. | Metallurg Novok. (9)    | 54 | 18 | 6   | 9   | 21 | 108 | 130 | 75 |
| 6. | Sibir’ Novosibirsk (11) | 54 | 12 | 6   | 9   | 27 | 132 | 154 | 57 |

### Statistiche

#### Classifica marcatori
La seguente lista elenca i migliori marcatori al termine della stagione regolare.

| Giocatore          | Squadra         | PG | G  | A  | Pt | +/- | MP |
| ------------------ | --------------- | -- | -- | -- | -- | --- | -- |
| Aleksandr Radulov  | Salavat Julaev  | 50 | 25 | 38 | 63 | +1  | 64 |
| Tony Mårtensson    | SKA Pietroburgo | 54 | 22 | 37 | 59 | +35 | 10 |
| Vadim Šipačëv      | Severstal’      | 54 | 22 | 37 | 59 | +16 | 26 |
| Brandon Bochenski  | Barys Astana    | 49 | 27 | 31 | 58 | +4  | 26 |
| Kevin Dallman      | Barys Astana    | 53 | 18 | 36 | 54 | +15 | 33 |
| Jakub Petružálek   | Amur Chabarovsk | 54 | 22 | 29 | 51 | +14 | 16 |
| Aleksej Morozov    | Ak Bars Kazan’  | 53 | 21 | 29 | 50 | +10 | 24 |
| Sergej Šikorov     | CSKA Mosca      | 53 | 18 | 30 | 48 | +7  | 26 |
| Vladimir Tarasenko | SKA Pietroburgo | 54 | 23 | 24 | 47 | +18 | 15 |
| Petr Vrána         | Amur Chabarovsk | 46 | 20 | 25 | 45 | +18 | 12 |

#### Classifica portieri
La seguente lista elenca i migliori portieri al termine della stagione regolare.

| Giocatore          | Squadra            | PG | Min     | V  | S  | OTS | GS | SO | Sv%  | MGS  |
| ------------------ | ------------------ | -- | ------- | -- | -- | --- | -- | -- | ---- | ---- |
| Vital' Koval'      | Torpedo N. Novg.   | 30 | 1612:04 | 15 | 9  | 6   | 47 | 4  | .930 | 1.75 |
| Aleksandr Erëmenko | Dinamo Mosca       | 35 | 1975:20 | 18 | 9  | 5   | 63 | 6  | .920 | 1.81 |
| Karri Rämö         | Avangard Omsk      | 45 | 2666:48 | 19 | 17 | 9   | 87 | 5  | .925 | 1.96 |
| Michael Garnett    | Traktor Čeljabinsk | 45 | 2674:37 | 29 | 10 | 6   | 88 | 3  | .922 | 1.97 |
| Rastislav Staňa    | CSKA Mosca         | 46 | 2646:42 | 20 | 19 | 4   | 91 | 2  | .926 | 2.06 |

## Playoff

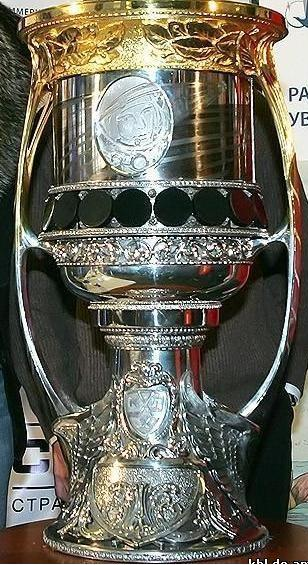
Il trofeo della Kubok Gagarina

Al termine della stagione regolare le migliori 16 squadre del campionato si qualificarono per i playoff. Il Traktor Čeljabinsk si aggiudicò la Kubok Kontinenta avendo ottenuto il miglior record della lega con 114 punti. I campioni di ciascuna Divizion conservarono il proprio ranking per l'intera durata dei playoff, mentre le altre squadre furono ricollocate nella graduatoria dopo il primo turno.

### Tabellone playoff
In ciascun turno la squadra con il ranking più alto si sfidò con quella dal posizionamento più basso, usufruendo anche del vantaggio del fattore campo. Nella finale della Coppa Gagarin il fattore campo fu determinato dai punti ottenuti in stagione regolare dalle due squadre. Ciascuna serie, al meglio delle sette gare, seguì il formato 2–2–1–1–1: la squadra migliore in stagione regolare avrebbe disputato in casa Gara-1 e 2, (se necessario anche Gara-5 e 7), mentre quella posizionata peggio avrebbe giocato nel proprio palazzetto Gara-3 e 4 (se necessario anche Gara-6). I playoff iniziarono a partire dal 29 febbraio 2012.
|  | Quarti di finale Conference | Quarti di finale Conference                      | Quarti di finale Conference |   |                    | Semifinali Conference | Semifinali Conference  | Semifinali Conference |                    |                    | Finali Conference  | Finali Conference  | Finali Conference  |  |  | Finale Coppa Gagarin | Finale Coppa Gagarin | Finale Coppa Gagarin |
|  |                             |                                                  |                             |   |                    |                       |                        |                       |                    |                    |                    |                    |                    |  |  |                      |                      |                      |
|  | 1                           | Traktor Čeljabinsk                               | 4                           |   |                    | 1                     | Traktor Čeljabinsk     | 4                     |                    |                    |                    |                    |                    |  |  |                      |                      |                      |
|  | 8                           | Jugra Chanty-Mansijsk                            | 1                           |   |                    | 4                     | Ak Bars Kazan'         | 2                     |                    |                    |                    |                    |                    |  |  |                      |                      |                      |
|  |                             |                                                  |                             |   |                    |                       |                        |                       |                    |                    |                    |                    |                    |  |  |                      |                      |                      |
|  | 2                           | Avangard Omsk                                    | 4                           |   |                    |                       |                        |                       | Eastern Conference | Eastern Conference | Eastern Conference | Eastern Conference | Eastern Conference |  |  |                      |                      |                      |
|  | 2                           | Avangard Omsk                                    | 4                           |   |                    |                       |                        |                       | Eastern Conference | Eastern Conference | Eastern Conference | Eastern Conference | Eastern Conference |  |  |                      |                      |                      |
|  | 7                           | Amur Chabarovsk                                  | 0                           |   |                    |                       |                        |                       |                    |                    |                    |                    |                    |  |  |                      |                      |                      |
|  | 7                           | Amur Chabarovsk                                  | 0                           |   |                    |                       |                        |                       |                    | 1                  | Traktor Čeljabinsk | 1                  |                    |  |  |                      |                      |                      |
|  |                             |                                                  |                             |   |                    |                       |                        |                       |                    | 1                  | Traktor Čeljabinsk | 1                  |                    |  |  |                      |                      |                      |
|  |                             | 2                                                | Avangard Omsk               | 4 |                    |                       |                        |                       |                    |                    |                    |                    |                    |  |  |                      |                      |                      |
|  | 3                           | 2                                                | Avangard Omsk               | 4 | Metallurg Mg       | 4                     |                        |                       |                    |                    |                    |                    |                    |  |  |                      |                      |                      |
|  | 3                           |                                                  |                             |   | Metallurg Mg       | 4                     |                        |                       |                    |                    |                    |                    |                    |  |  |                      |                      |                      |
|  | 6                           | Barys Astana                                     | 3                           |   |                    |                       |                        |                       |                    |                    |                    |                    |                    |  |  |                      |                      |                      |
|  | 6                           | Barys Astana                                     | 3                           |   |                    |                       |                        |                       |                    |                    |                    |                    |                    |  |  |                      |                      |                      |
|  |                             |                                                  |                             |   |                    |                       |                        |                       |                    |                    |                    |                    |                    |  |  |                      |                      |                      |
|  |                             |                                                  |                             |   |                    |                       |                        |                       |                    |                    |                    |                    |                    |  |  |                      |                      |                      |
|  | 4                           | Ak Bars Kazan'                                   | 4                           |   | 2                  | Avangard Omsk         | 4                      |                       |                    |                    |                    |                    |                    |  |  |                      |                      |                      |
|  | 4                           | Ak Bars Kazan'                                   | 4                           |   | 2                  | Avangard Omsk         | 4                      |                       |                    |                    |                    |                    |                    |  |  |                      |                      |                      |
|  | 5                           | Salavat Julaev                                   | 2                           |   |                    | 3                     | Metallurg Magnitogorsk | 1                     |                    |                    |                    |                    |                    |  |  |                      |                      |                      |
|  | 5                           | Salavat Julaev                                   | 2                           |   |                    |                       |                        |                       |                    | 2                  | Avangard Omsk      | 3                  |                    |  |  |                      |                      |                      |
|  |                             | (Accoppiamenti ristabiliti dopo il primo turno.) |                             |   |                    |                       |                        |                       |                    | 2                  | Avangard Omsk      | 3                  |                    |  |  |                      |                      |                      |
|  |                             | 3                                                | OHK Dinamo                  | 4 |                    |                       |                        |                       |                    |                    |                    |                    |                    |  |  |                      |                      |                      |
|  | 1                           | 3                                                | OHK Dinamo                  | 4 | SKA S. Pietroburgo | 4                     |                        |                       | 1                  | SKA S. Pietroburgo | 4                  |                    |                    |  |  |                      |                      |                      |
|  | 1                           |                                                  |                             |   | SKA S. Pietroburgo | 4                     |                        |                       | 1                  | SKA S. Pietroburgo | 4                  |                    |                    |  |  |                      |                      |                      |
|  | 8                           | CSKA Mosca                                       | 1                           |   |                    | 4                     | Atlant Mytišči         | 2                     |                    |                    |                    |                    |                    |  |  |                      |                      |                      |
|  | 8                           | CSKA Mosca                                       | 1                           |   |                    | 4                     | Atlant Mytišči         | 2                     |                    |                    |                    |                    |                    |  |  |                      |                      |                      |
|  |                             |                                                  |                             |   |                    |                       |                        |                       |                    |                    |                    |                    |                    |  |  |                      |                      |                      |
|  | 2                           | Torpedo N. Novgorod                              | 4                           |   |                    |                       |                        |                       |                    |                    |                    |                    |                    |  |  |                      |                      |                      |
|  | 2                           | Torpedo N. Novgorod                              | 4                           |   |                    |                       |                        |                       |                    |                    |                    |                    |                    |  |  |                      |                      |                      |
|  | 7                           | Dinamo Riga                                      | 3                           |   |                    |                       |                        |                       |                    |                    |                    |                    |                    |  |  |                      |                      |                      |
|  | 7                           | Dinamo Riga                                      | 3                           |   |                    |                       |                        |                       | 1                  | SKA S. Pietroburgo | 0                  |                    |                    |  |  |                      |                      |                      |
|  |                             |                                                  |                             |   |                    |                       |                        |                       | 1                  | SKA S. Pietroburgo | 0                  |                    |                    |  |  |                      |                      |                      |
|  |                             | 3                                                | OHK Dinamo                  | 4 |                    |                       |                        |                       |                    |                    |                    |                    |                    |  |  |                      |                      |                      |
|  | 3                           | 3                                                | OHK Dinamo                  | 4 | OHK Dinamo         | 4                     |                        |                       |                    |                    |                    |                    |                    |  |  |                      |                      |                      |
|  | 3                           |                                                  |                             |   | OHK Dinamo         | 4                     |                        |                       |                    |                    |                    |                    |                    |  |  |                      |                      |                      |
|  | 6                           | Dinamo Minsk                                     | 0                           |   |                    |                       |                        |                       |                    |                    | Western Conference | Western Conference | Western Conference |  |  |                      |                      |                      |
|  | 6                           | Dinamo Minsk                                     | 0                           |   |                    |                       |                        |                       |                    |                    | Western Conference | Western Conference | Western Conference |  |  |                      |                      |                      |
|  |                             |                                                  |                             |   |                    |                       |                        |                       |                    |                    |                    |                    |                    |  |  |                      |                      |                      |
|  | 4                           | Atlant Mytišči                                   | 4                           |   | 2                  | Torpedo N. Novgorod   | 2                      |                       |                    |                    |                    |                    |                    |  |  |                      |                      |                      |
|  | 4                           | Atlant Mytišči                                   | 4                           |   | 2                  | Torpedo N. Novgorod   | 2                      |                       |                    |                    |                    |                    |                    |  |  |                      |                      |                      |
|  | 5                           | Severstal' Čerepovec                             | 2                           |   |                    | 3                     | OHK Dinamo             | 4                     |                    |                    |                    |                    |                    |  |  |                      |                      |                      |

### Coppa Gagarin
La finale della Coppa Gagarin 2012 è stata una serie al meglio delle sette gare che ha determinato il campione della Kontinental Hockey League per la stagione 2011-12. Per la prima volta si sono affrontate nella finale della Kubok Gagarina l'OHK Dinamo, vincitore della Western Conference, e l'Avangard Omsk, vincitore della Eastern Conference. Al termine della serie l'OHK Dinamo ha vinto la prima Coppa Gagarin della sua storia.

#### Serie
| Omsk 13 aprile 2012, ore 16:00 | Avangard Omsk | 2 – 1 (1-0; 1-1; 0-0) referto | OHK Dinamo | Arena Omsk (10.318 spett.) |

| Omsk 15 aprile 2012, ore 14:00 | Avangard Omsk | 1 – 2 (0-2; 0-0; 1-0) referto | OHK Dinamo | Arena Omsk (10.318 spett.) |

| Mosca 17 aprile 2012, ore 19:30 | OHK Dinamo | 0 – 1 (0-1; 0-0; 0-0) referto | Avangard Omsk | Olimpijskij Kompleks Lužniki (8.500 spett.) |

| Mosca 19 aprile 2012, ore 19:30 | OHK Dinamo | 1 – 2 (d.t.s.) (1-0; 0-1; 0-0) referto | Avangard Omsk | Olimpijskij Kompleks Lužniki (8.500 spett.) |

| Omsk 21 aprile 2012, ore 17:00 | Avangard Omsk | 2 – 3 (0-2; 1-1; 1-0) referto | OHK Dinamo | Arena Omsk (10.318 spett.) |

| Mosca 23 aprile 2012, ore 19:30 | OHK Dinamo | 5 – 2 (3-1; 1-0; 1-1) referto | Avangard Omsk | Olimpijskij Kompleks Lužniki (8.500 spett.) |

| Omsk 25 aprile 2012, ore 19:00 | Avangard Omsk | 0 – 1 (0-0; 0-0; 0-1) referto | OHK Dinamo | Arena Omsk (10.318 spett.) |

## Classifica finale
| Pos. | Squadra            |
| ---- | ------------------ |
| 1    | Dinamo Mosca       |
| 2    | Avangard Omsk      |
| 3    | Traktor Čeljabinsk |
| 4    | SKA Pietroburgo    |
| 5    | Magnitogorsk       |
| 6    | Ak Bars Kazan’     |
| 7    | Torpedo N. Novg.   |
| 8    | Atlant Mytišči     |
| 9    | Salavat Julaev     |
| 10   | Barys Astana       |
| 11   | Severstal’         |
| 12   | Amur Chabarovsk    |
| 13   | Dinamo Minsk       |
| 14   | Jugra C.-M.        |
| 15   | Dinamo Riga        |
| 16   | CSKA Mosca         |
| 17   | Metallurg Novok.   |
| 18   | Neftechimik        |
| 19   | Spartak Mosca      |
| 20   | Sibir’ Novosibirsk |
| 21   | Lev Poprad         |
| 22   | Avtomobilist       |
| 23   | Vitjaz' Čechov     |

### Premi KHL
Il 24 maggio 2012 la KHL tenne la cerimonia di premiazione per la stagione 2011-2012. Furono distribuiti in totale 20 diversi premi attribuiti a squadre, giocatori e dirigenti.
| Trofeo Golden Hockey Stick (MVP stagione regolare) | Aleksandr Radulov (Ufa)      |
| Miglior allenatore                                 | Aleksej Morozov (OHK Dinamo) |
| Premio Aleksej Čerepanov (miglior rookie)          | Dmitrij Lugin (Chabarovsk)   |

### KHL All-Star Team
| Attacco:  | Aleksandr Radulov – Roman Červenka – Michail Anisin |
| Difesa:   | Dmitrij Kalinin – Kevin Dallman                     |
| Portiere: | Aleksandr Erëmenko                                  |

### Giocatori del mese
| Mese      | Portiere                     | Difensore                     | Attaccante                         | Rookie                    |
| --------- | ---------------------------- | ----------------------------- | ---------------------------------- | ------------------------- |
| Settembre | Jakub Štěpánek (SKA)         | Aleksandr Osipov (Amur)       | Vadim Šipačëv (Severstal')         | Andreij Sergeev (CSKA)    |
| Ottobre   | Michael Garnett (Traktor)    | Vitalij Šulakov (Amur)        | Vladimir Tarasenko (Sibir')        | Nikita Točickij (Vitjaz') |
| Novembre  | Michael Garnett (Traktor)    | Aleksandr Rjazancev (Traktor) | Vadim Šipačëv (Severstal')         | Sergeij Barbašëv (CSKA)   |
| Dicembre  | Ari Ahonen (Metallurg Mg)    | Evgenij Medvedev (Ak Bars)    | Aleksandr Radulov (Salavat Julaev) | Dmitrij Lugin (Amur)      |
| Gennaio   | Teemu Lassila (Metallurg Nk) | Kevin Dallman (Barys)         | Evgenij Kuznecov (Traktor)         | Stanislav Bočarov (Jugra) |
| Febbraio  | Aleksandr Erёmenko (OHK)     | Guntis Galviņš (Riga)         | Robert Nilsson (Torpedo)           | Roman Tatalin (Vitjaz')   |
| Marzo     | Michael Garnett (Traktor)    | Il'ja Gorochov (OHK)          | Vladimir Tarasenko (Sibir')        |                           |
| Aprile    | Aleksandr Erёmenko (OHK)     | Martin Škoula (Omsk)          | Michail Anisin (OHK)               |                           |